# دونالد غوردون
دونالد غوردون (3 أكتوبر 1990 في المملكة المتحدة - ) (بالإنجليزية: Donald Gordon)‏ هو لاعب كريكت بريطاني. لعب مع نادي الكريكت في جامعة أكسفورد ‏.

## وصلات خارجية
- دونالد غوردون على موقع إي آس بي آن كريك إنفو (الإنجليزية)